# Brus (Łódź)
Brus – rejon w północno-zachodniej części miasta Łodzi, w dzielnicy Polesie. Miasto w latach 1540-do ok. 1552. Do 1946 miejscowość była siedzibą gminy Brus kiedy to została włączona w granice Łodzi.

## Charakterystyka
Tereny te leżą na peryferiach miasta, w pobliżu granicy Konstantynowa Łódzkiego. Przez osiedle przebiega trasa jednej z ważniejszych łódzkich ulic – Konstantynowskiej, będącej częścią drogi wojewódzkiej nr 710. Wzdłuż tej ulicy znajdują się tory tramwajowe linii 9 i 43, które łączą z jednej strony Brus z Łodzią, a z drugiej – z Konstantynowem Łódzkim i Lutomierskiem.
Okolicę osiedla stanowią głównie pola uprawne i łąki (w części niewykorzystywane rolniczo) oraz nieużytki. Znajdują się tu także niewielkie lasy oraz ogródki działkowe. W pobliżu osiedla przepływa rzeka Łódka.

## Toponimia
Nazwa Brus oznacza kamień, osełkę, a także urządzenie do mielenia zbóż. Niewykluczone, że jeszcze przed XVI wiekiem istniał tu młyn, który dotrwał przynajmniej do początku XVII wieku.

## Historia
Miejscowość Brus powstała na dużym obszarze ofiarowanym w 1086 r. krakowskiej kapitule katedralnej przez Judytę, żonę księcia Władysława Hermana, jako votuwm dziękczynne za urodzenie długo oczekiwanego potomka - Bolesława zwanego "Krzywoustym". Obszar ten na osi północ-południe miał rozpiętość 25 km (od późniejszej miejscowości Brus po Dłutów) a na osi zachód-wschód to 35 km (od Dobronia do Kurowic). Przez następne trzy wieki był to obszar intensywnego prowadzenia prac kolonizacyjnych przez kapitułę, którego ukoronowaniem było pozyskanie praw miejskich dla Pabianic (1398) i Rzgowa (1467). Około 1540 r. erygowano trzecie miasto - Brus, które jednak nie rozwinęło się tracąc prawa miejskie przed 1552 roku.
W końcu XVI wieku była to wieś kapituły katedralnej krakowskiej w powiecie brzezińskim województwa łęczyckiego.
W 1552 r. Brus występuje już jako wieś z folwarkiem o powierzchni 5 włók (85 ha) z czterema zagrodnikami. Istnienie młyna bruskiego zostało odnotowane po raz pierwszy na początku XVII w., ale na pewno powstał wcześniej ponieważ słowo "brusać" znaczy mleć. Folwark bruski działał sprawnie dzięki pracy pańszczyźnianej mieszkańców pobliskiej/granicznej Retkini.
Ówczesny układ komunikacyjny to dwie dróżki polne, z których jedną, biegnącą wzdłuż południowego brzegu rz. Łódki (tak jak obecna ul. Konstantynowska), można było dotrzeć do wsi Łodzia; druga przechodziła przez groblę bruskiego młyna w kierunku północnym i nią można było dotrzeć do wsi Złotna i Jagodna. Do odległej o 2 km Retkini (w kierunku południowym) prowadziły dwie drogi przez okoliczne pola.   
W XVIII w. w Brusie było sześć chałup zagrodników, którzy w sumie mieli 28 ha ziemi, ale zabudowań stale przybywało, które budowano wzdłuż drogi na wschód od folwarku (w kierunku Łodzi). Pole folwarczne w tym czasie obejmowało już obszar 143 ha, a osada młynarska 19 ha. Zabudowania folwarczne obejmowały dwa spichrze, 2 stodoły, 3 obory i dwa chlewy. Jednak w następnych latach miejscową ludność dręczyły przemarsze wojsk i epidemie cholery, ospy i dżumy, które powodowały okresowo zmniejszanie się jej liczby.
W 1796 r. została sporządzona dokładna mapa geodezyjna klucza bruskiego autorstwa Wincentego Pieniążka h. Odrowąż, przysięgłego geometrę, który jako częściowe wynagrodzenie za tę pracę i inne mapy majątku kapitulnego otrzymał dzierżawę folwarku bruskiego. Na pewno zatrudnił dla jego prowadzenia fachowego zarządcę.    
Po drugim rozbiorze Polski, władze pruskie dokonały sekularyzacji dóbr kościelnych i Brus został upaństwowiony.
Brus w XIX wieku należał do rodziny Nenckich, a pod koniec XIX wieku do Ludwika Meyera, który wybudował fabrykę oraz utworzył gospodarstwo rolne. Meyer zmarł w 1911, zaś dobra na Brusie otrzymała jego córka, Zofia, która wniosła je w wianie Alfredowi Biedermannowi. Biedermann dzierżawił folwark Czesławowi Silewiczowi, a następnie, gdy ten nie wywiązywał się z obowiązków – wojsku. W 1927 sprowadził się tu z Ameryki młodszy z Biedermannów – Helmut. Z czasów Meyera zachowały się zabudowania folwarku z zabytkową drewnianą rezydencją. Po 1945 gospodarstwo zostało znacjonalizowane i przekształcone w Państwowe Gospodarstwo Rolne. W latach 50-60 wyrabiano tutaj sery, a także masło i śmietanę. Obecnie właścicielem zabudowań jest firma, spółka-córka firmy państwowej, zaś dzierżawcą przedsiębiorca ze Rzgowa, który próbuje wykupić zabudowania na własność. Rezydencja Meyera jest nadal zamieszkana, ale budynki gospodarcze stoją puste i niszczeją.

## Poligon i inne instalacje wojskowe
W Brusie znajduje się poligon wojskowy, na którym w czasie II wojny światowej niemieccy okupanci chowali ciała pomordowanych Polaków. IPN podejrzewa, że na przełomie lat 40. i 50. poligon ten był także miejscem pochówku ofiar Urzędu Bezpieczeństwa.
Do czerwca 2011 r. na dawnym poligonie odnaleziono siedem masowych mogił. Wszystkie, poza jedną, pochodzą z lat 1939-45. Jeden grób powstał po wojnie. Dotychczas we wszystkich siedmiu archeolodzy doliczyli się łącznie około 120 czaszek. Przypuszcza się, że mogił i ofiar jest prawdopodobnie znacznie więcej, gdyż dotąd zbadano tylko niewielką część poligonu).
W skład wojskowego kompleksu na Brusie wchodziły także koszary i strzelnica, zaś w 1937 zbudowano tu schron, pełniący prawdopodobnie funkcję pomocniczej składnicy uzbrojenia Garnizonu Łódź. Schron ma 175 metrów kwadratowych powierzchni i jest jednym z lepiej zachowanych w województwie. Używano go jeszcze w latach 80 XX wieku. Od 2012 schron przystosowano do zwiedzania (adres ul. Konstantynowska 98).

## Zabytki
- Zespół zajezdni tramwajowej z 1909-1910 przy ul. Konstantynowskiej 115, wraz z otoczeniem[13]. Zajezdnia funkcjonowała do 31 marca 2012, następnie przekształcono ją w muzeum[14].
- Zespół folwarczny Meyerów i Bidermannów przy ul. Konstantynowskiej 107[13].